# Burundi na Mistrzostwach Świata w Lekkoatletyce 2011
Burundi na Mistrzostwach Świata w Lekkoatletyce 2011 reprezentowane było przez dwóch zawodników.

## Występy reprezentantów Burundi

### Mężczyźni

#### Konkurencje biegowe
| Konkurencja   | Zawodnik       | Runda 1  | Runda 1 | Runda 2  | Runda 2 | Półfinał      | Półfinał | Finał    | Finał   |
| Konkurencja   | Zawodnik       | Rezultat | Pozycja | Rezultat | Pozycja | Rezultat      | Pozycja  | Rezultat | Pozycja |
| ------------- | -------------- | -------- | ------- | -------- | ------- | ------------- | -------- | -------- | ------- |
| Bieg na 5000m | Gérard Gahungu |          |         |          |         | 14:09,15 (PB) | 32       |          |         |

### Kobiety

#### Konkurencje biegowe
| Konkurencja   | Zawodnik          | Runda 1  | Runda 1 | Runda 2  | Runda 2 | Półfinał | Półfinał | Finał    | Finał   |
| Konkurencja   | Zawodnik          | Rezultat | Pozycja | Rezultat | Pozycja | Rezultat | Pozycja  | Rezultat | Pozycja |
| ------------- | ----------------- | -------- | ------- | -------- | ------- | -------- | -------- | -------- | ------- |
| Bieg na 5000m | Pauline Niyongere |          |         |          |         | 17:23,56 | 22       |          |         |